# Institut für Biophysik (DAW)
Das Institut für Biophysik der Deutschen Akademie der Wissenschaften zu Berlin (DAW) war in der Deutschen Demokratischen Republik (DDR) ein außeruniversitäres Forschungsinstitut mit Sitz in Berlin-Buch.
Es entstand am 1. Oktober 1961 aus dem Bereich Physik des 1947 in Buch gegründeten Instituts für Medizin und Biologie. Als Gründungsdirektor des Instituts fungierte Fritz Lange. Nachdem er 1964 aus Altersgründen ausgeschieden war, wurde Karlheinz Lohs zu seinem Nachfolger berufen, der später Leiter der Forschungsstelle für chemische Toxikologie der Akademie in Leipzig wurde. Im gleichen Jahr wechselte das Institut organisatorisch vom Fachbereich Medizin der Akademie zum Bereich Physik-Nord. Schwerpunkt der Forschung am Institut war die Strahlenbiologie.
1968 wurde die Abteilung Biophysik des Instituts für Kernforschung in Dresden-Rossendorf dem Bucher Institut als Außenstelle zugeordnet. Mit Wirkung vom 1. Januar 1972 entstand aus dem Institut sowie den Akademie-Instituten für Biochemie, für Pharmakologie und für Zellphysiologie das Zentralinstitut für Molekularbiologie (ZIM). Aus dem ZIM sowie den ebenfalls in Berlin-Buch ansässigen Zentralinstituten für Krebsforschung und für Herz-Kreislaufforschung ging nach der deutschen Wiedervereinigung mit Beginn des Jahres 1992 das Max-Delbrück-Centrum für Molekulare Medizin hervor.